# Akmyrat Jumanazarow
Akmyrat Jumanazarow (sinh ngày 5 tháng 11 năm 1987) là một cầu thủ bóng đá Turkmenistan hiện tại thi đấu cho HTTU Asgabat. Anh cũng có 10 lần ra sân cho đội tuyển quốc gia 10 lần.

## Sự nghiệp quốc tế
Jumanazarow đã 10 lần thi đấu cho Turkmenistan, thi đấu ở Cúp Challenge AFC 2012 và Cúp Challenge AFC 2014 cũng như các trận đấu vòng loại.

## Danh hiệu
Cúp Challenge AFC:
- Á quân: 2012